# Terach

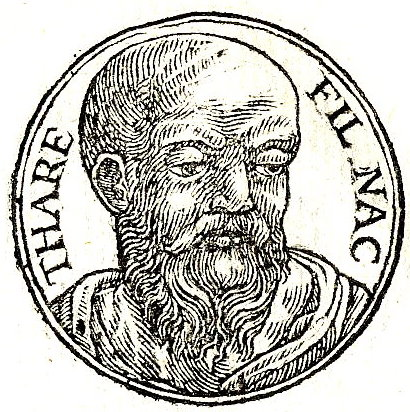
Terach

Terach, chiamato "Tare" dai LXX e dal Vangelo di Luca, è un patriarca biblico, figlio di Nacor e padre di Abramo, Sara, Nacor e Aran.

## Biografia
Nella Genesi 11,10-26 è scritto: "Terach aveva settant'anni quando generò Abram, Nacor e Aran".
Terach è il diciannovesimo patriarca biblico a partire da Adamo.
Alla fine del cap.11 della Genesi è narrato che Terach, padre di Abramo, muore a Carran e a quel punto Abramo sente la chiamata di Dio e vi obbedisce, accettando di non tornare indietro ad Ur dei Caldei, ma di proseguire con la sua famiglia sulla strada che Dio gli indicherà. 
Secondo Genesi 11,32 la vita di Terach durò 205 anni.